# یوشینوری ناکایاما
یوشینوری ناکایاما (انگلیسی: Yoshinori Nakayama؛ ۲ ژوئیه ۱۹۹۶ – ) صداپیشه اهل ژاپن است. از کارهای وی می‌توان به حضور در نقش رینتارو تسوموگی در انیمۀ گل معطر با وقار شکوفا می‌شود اشاره کرد.
از دیگر آثاری که در آن نقش‌آفرینی کرده است می‌توان به ۱۰۰ دوست دختری که واقعاً، واقعاً، واقعاً، واقعاً شما را دوست دارند، احضارگر سیاه، آره من یک عنکبوت هستم، خب که چی؟ و حارم پایان دنیا اشاره کرد. 